# Южноафриканские кошачьи акулы
Южноафриканские кошачьи акулы (Haploblepharus) — род семейства кошачьих акул (Scyliorhinidae), в который входит 4 вида акул. Англоязычное название этого рода англ. shyshark — «пугливая акула» объясняется их специфическим поведением. В момент опасности южноафриканские кошачьи акулы сворачиваются в кольцо и прикрывают глаза хвостом. Этот род является эндемиком южной Африки. Он обитает в мелких прибрежных водах. Все четыре вида представляют собой маленьких акул с плотным телом, приплюснутой головой и закруглённой мордой. У них очень крупные ноздри с увеличенными кожными складками треугольной формы, которые достигают рта. Кроме того, имеются глубокие борозды между ноздрями и ртом. Эти акулы являются донными хищниками, их рацион составляют костистые рыбы и беспозвоночные. Южноафриканские кошачьи акулы размножаются, откладывая яйца, заключённые в капсулы. Эти безвредные рыбы не представляют коммерческой ценности и не являются объектом любительского рыболовства. Однако их ограниченный ареал и интенсивная добыча рыбы в местах их обитания делают их потенциально уязвимыми.

## Таксономия
Род южноафриканских кошачьих акул ( Haploblepharus был описан американским зоологом Самуэлем Гарманом в 1913 году в 36-м томе мемуаров Музея сравнительной зоологии Гарвардского университета. На тот момент в него входил единственный вид гадюковых южноафриканских кошачьих акул ( Squalus edwardsii ). Название рода происходит от др.-греч.  ἁπλόος «простой, одиночный» и βλέφαρον «веко».
В 1988 году Леонард Компаньо на основании морфологических признаков поместил род южноафриканских кошачьих акул ( Haploblepharus) вместе с родом пятнистых ( Halaelurus) и африканских пятнистых акул ( Holohalaelurus) в трибу  Halaelurini семейства кошачьих акул ( Scyliorhinidae ). Эта версия была подтверждена в 2006 году филогенетическим анализом, основанном на трёх митохондриальных генах ДНК. Это исследование также показало, что в внутри этой трибы южноафриканские кошачьи акулы наиболее тесно связаны с родом пятнистых акул. В роду самым базальным видом являются гадюковая южноафриканская кошачья акула.

## Виды
- Haploblepharus edwardsii (Schinz, 1822) — Гадюковая южноафриканская кошачья акула[1]
- Haploblepharus fuscus (J. L. B. Smith, 1950) — Коричневая южноафриканская кошачья акула[1]
- Haploblepharus kistnasamyi (Human & Compagno, 2006)
- Haploblepharus pictus (J. P. Müller & Henle, 1838) — Намибийская кошачья акула[1]

## Ареал и среда обитания
Все четыре вида южноафриканских кошачьих акул являются эндемиками южного побережья Африки. Три из них встречаются только у берегов Южной Африки, а ареал намибийской южноафриканской акулы распространяется до Намибии. Это донные рыбы, обитающие на песчаном или каменистом мелководье у берега.

## Описание
Все южноафриканские кошачьи акулы похожи между собой, но их легко различить по морфологическим признакам. Тем не менее, в полевых условиях легко различить их можно только по окраске и узору, и даже это может быть проблематично, поскольку окрас особей одного и того же вида может значительно различаться. Все четыре вида имеют небольшие размеры и не превышают 60 см.
У южноафриканских кошачьих акул плотное, веретенообразное тело и короткая голова, длина которой составляет менее 1/5 от общей длины тела. Голова широкая и уплощённая, с закругленным носом. Большие, овальные глаза имеют щелевидные, подобные кошачьим зрачки. Глаза оснащены рудиментарными мигательными мембранами. Под глазами имеются выступы. Отличительной чертой этого рода являются крупные ноздри, которые частично закрыты за счет значительно расширенных кожных лоскутов треугольной форм. Рот короткий и изогнут в виде арки. По углам рта расположены бороздки. Зубы имеют центральное остриё. Пять пар жаберных щелей расположены на верхней половине тела.
Два спинных плавника сдвинуты к хвосту. Основание первого спинного плавника находится позади середины основания брюшных плавников, а основание второго спинного плавника расположено за серединой основания анального плавника. Грудные плавники среднего размера, а спинные, брюшные и анальный плавники равны.
Широкий хвостовой плавник составляет 1/5 от общей длины тела, у кончика верхней лопасти имеется глубокая вентральная выемка. Нижняя лопасть практически отсутствует. Кожа толстая и покрыта листовидными плакоидными чешуйками. Окрас коричневый, брюхо белое.

## Биология и экология
Южноафриканские кошачьи акулы питаются разнообразными мелкими донными костистыми рыбами и беспозвоночными. В свою очередь, они могут стать добычей крупных рыб и морских млекопитающих. В случае опасности эти акулы принимают характерную позу, сворачиваясь кольцом и прикрывая глаза хвостом. Такое поведение, вероятно, затрудняет хищнику заглатывание добычи. Эти акулы размножаются, откладывая яйца, заключённые в капсулы, по два яйца за один раз. С момента откладки до появления новорожденных на свет проходит 3,5 недели. Сезонности репродуктивного цикла не наблюдается.

## Взаимодействие с человеком
Южноафриканские кошачьи акулы не представляют опасности для человека. Коммерческой ценности не имеют и не являются объектом любительского рыболовства. В качестве прилова они попадают в рыболовецкие сети. Ограниченный ареал, активная добыча и ухудшение состояния среды обитания могут нанести этим акулам существенный вред.